# 3096 Безруч
3096 Безруч (3096 Bezruč) — астероїд головного поясу, відкритий 28 серпня 1981 року.
Тіссеранів параметр щодо Юпітера — 3,324.